# Emilio Beauchy
Emilio Beauchy Cano (Sevilla, 20 de septiembre de 1849-Sevilla, 15 de enero de 1931) fue un fotógrafo español. Perteneciente a una familia o saga de fotógrafos, desarrolló su labor en Andalucía, y muy especialmente en Sevilla. Está considerado uno de los primeros fotoperiodistas españoles. Sus fotografías, muchas de ellas comercializadas en álbumes, difundieron la imagen de la Andalucía de finales del siglo XIX.

## Biografía
Emilio Beauchy fue hijo del fotógrafo francés Jules Beauchy, que castellanizó su nombre por el de Julio Beauchy. Julio tuvo un estudio en Sevilla, en la calle Sierpes 102, y posteriormente en el número 30 de esta misma calle, donde empezó a colaborar Emilio como ayudante, en los trabajos del estudio, así como en la toma de vistas exteriores en calles y plazas. Julio Beauchy estuvo asociado temporalmente con el fotógrafo Antonio Rodríguez Téllez. Hacia 1880 traspasó el estudio a su hijo Emilio.
Emilio Beauchy se da cuenta de la gran demanda existente de fotografías de España, de sus gentes y sus monumentos, y sale con su cámara a recorrer Andalucía. Una de las primeras series que forma es la denominada Sevilla con más de 400 imágenes. Entre los motivos que recoge destacan los temas taurinos: retratos de toreros, e imágenes de la fiesta en las plazas de toros. Por otra parte, la Catedral de Sevilla, la Casa de Pilatos, el Real Alcázar, o Triana, son recogidos por la cámara de Emilio, que se desplaza a todos los festejos retratando a sus gentes.
En 1881 es la primera vez que figura en la guía hispalense de fotógrafos. En 1888 se traslada a la calle de La Campana 15, donde su establecimiento fotográfico se denominará “Casa Beauchy”.
En este establecimiento vendía todo tipo de material fotográfico. También puso un laboratorio a disposición de los aficionados. Sus fotografías se publicaron en revistas como La Ilustración Española y Americana y Sol y Sombra (revista de toros), y en periódicos como ABC, en su primera época.
En 1905 se retira de la actividad profesional, dejando el establecimiento a su hijo Julio Beauchy García. Fallece en 1928. Sus descendientes guardan parte del legado fotográfico de la familia. En cada generación, varios miembros llevarán el nombre de Emilio y Julio Beauchy, pero será una bisnieta, Ana Beauchy, la única que mantiene la tradición periodística de sus antepasados. El trabajo de Emilio Beauchy se realizó en establecimientos fotográficos situados en las siguientes calles de Sevilla:
- Sierpes 30
- Sierpes 16
- Campana 15
- Rioja 22

## Fotografía
Las fotografías de Beauchy documentan la Andalucía del último tercio del siglo XIX. 
Sevilla era una de las ciudades más importantes de España, y su actividad comercial fue captada por Emilio. Es un fotógrafo que comprendió la necesidad de la rapidez en la realización de las fotografías, y en su inmediato paso a papel y su comercialización. Sus álbumes se editaron en varios idiomas para facilitar su venta. En cierto modo, Beauchy siguió la estela de otros fotógrafos que le precedieron, como J. Laurent. Y, a su vez, fotógrafos posteriores copiaron encuadres de Beauchy.
En sus álbumes monta preferentemente copias a la albúmina. A veces aprovecha clichés de su padre, realizando nuevos tirajes de copias. 
Parte de sus fotografías se conservan repartidas entre los fondos de la Biblioteca Nacional, Universidad de Sevilla, Ayuntamiento de Sevilla, Archivo Espasa, Fototeca Hispalense, y otras colecciones privadas.

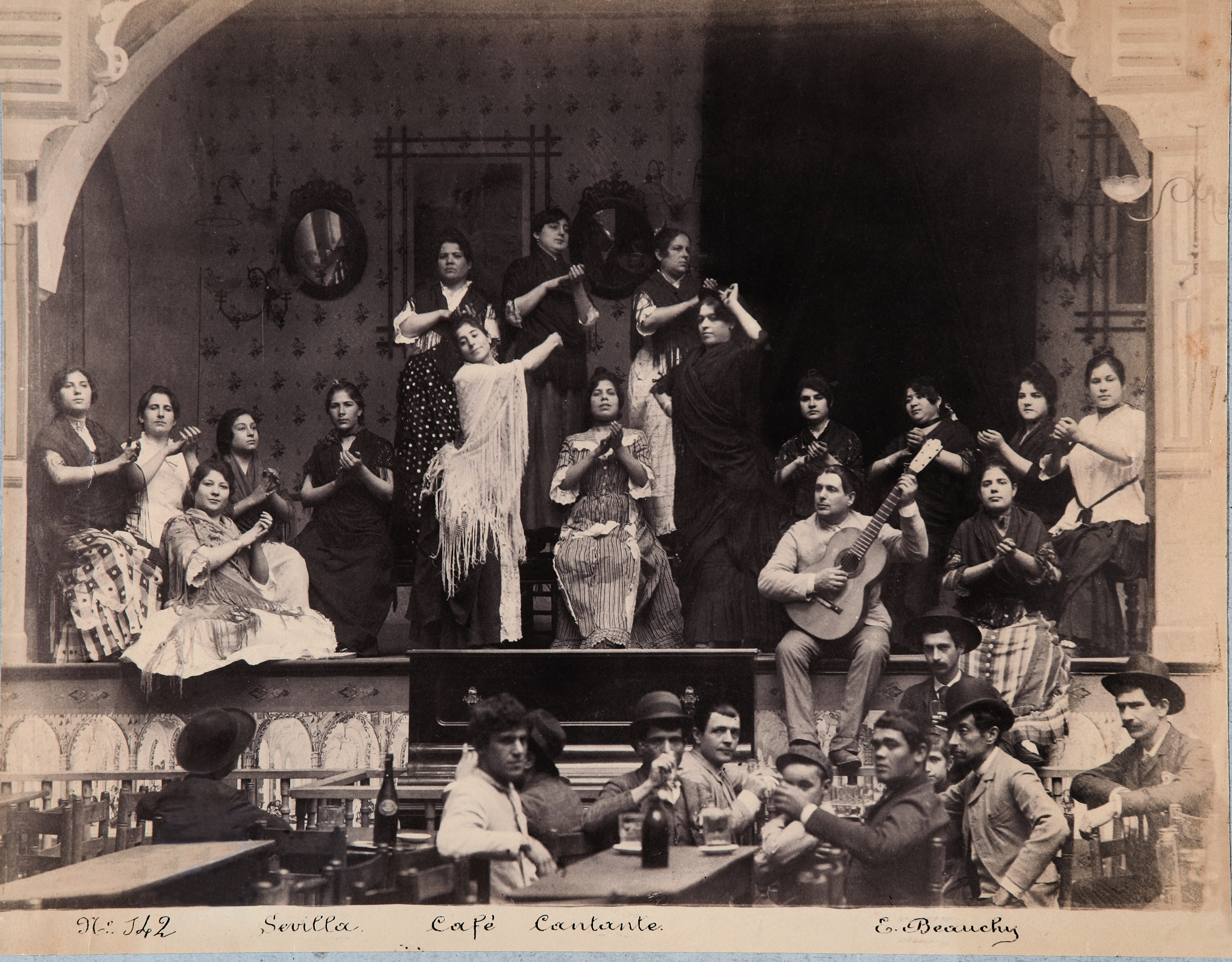
E. Beauchy, Café cantante, Sevilla, hacia el año 1888.

Su fotografía más emblemática es la titulada "Café Cantante", de Sevilla, hacia el año 1888. Ha sido publicada en varios libros de historia de la fotografía, y exhibida en importantes exposiciones. Es la vista interior de un café cantante sevillano, donde se ve actuando a todo un cuadro artístico de cante y baile flamenco, mientras algunos espectadores toman bebidas. Esta fotografía fue utilizada por el pintor José Gutiérrez Solana en la realización de su obra también titulada "Café cantante". Realmente, Solana copió casi literalmente el encuadre y muchos personajes, aunque todo ello plasmado con su particular estilo tenebrista y oscurantista. Es un claro ejemplo de la gran influencia de la fotografía en la pintura.
Otra fotografía destacable de E. Beauchy es la titulada: Nº 114. Hundimiento en la Catedral de Sevilla. Agosto 1º. / 88. Esta imagen fue tomada en agosto de 1888, días después del hundimiento del cimborrio de la catedral, que ocurrió en la tarde del día 1. Por otra parte, el número de serie 114 de esa foto es muy cercano al 142 asignado a la del Café Cantante. Así pues, probablemente, la fotografía del Café Cantante también debió ser realizada en el mismo año 1888.

## Enlaces
- Obras digitalizadas de Emilio Beauchy en la Biblioteca Digital Hispánica de la Biblioteca Nacional de España
- Exposición Prohibido el cante: Flamenco y Fotografía.
- Biblioteca Nacional España
- Patronato Alcázar de Sevilla
- Museo del Traje. Ministerio de Cultura.
- Manual de documentación fotográfica. Editorial Síntesis

- Datos: Q5831015
- Multimedia: Emilio Beauchy / Q5831015